# Freeway Holding
Freeway ApS er en dansk privat koncern, der driver, ejer og udvikler en række populære websites og portaler, herunder Dating.dk, Plusbog.dk, Lejebolig.dk, Student Media. Virksomhedens kerneforretning er at investere i iværksætteri og bistå iværksætterne med udvikling af deres selskaber. Virksomhedens hovedkontor ligger i Viborg. Morten L. Wagner er koncerndirektør. Virksomheden er ejet af Morten L. Wagner og Morten O. Wagner.
Grundstenen til virksomheden blev lagt i 1998 med lanceringen af den online datingside Dating.dk, der blev etableret af Henrik Back, Peter Johan Lystbæk Sønderby, Morten Oliver Nicolai Wagner og Morten Ludvig Wagner. Det var den første datingside i Danmark. Der er mere end 20 virksomheder i koncernen i dag, de fleste hovedsageligt webbaserede. I 2008 blev Freeway Holding etableret som et selvstændigt navn for virksomheden.
I 2013 har Peter Johan Sønderby-Wagner stiftet internetvirksomheden Luxplus.

## Websteder
Virksomheden driver en række hjemmesider:
- 42Raw.dk
- Better Students
  - Studienet.dk - målrettet gymnasiet
  - Studieportalen.dk[5][6]
  - Studerende Online
- Bingo.dk
- Comeat.net
- Concept.dk
- Findroommate.se
- Freepay.dk
- Hyrenbostad.se
- KforKage.dk
- Lamourbox.dk
- Myselfie.dk
- Partyinabox.dk
- Plusbog.dk
- Plusbok.se
- Single.dk
- Spigo.dk

### Avisen.dk
Avisen.dk er en dansk netavis, der oprindeligt var ejet af A-Pressen og Freeway, men siden 2019 har været 100% ejet af Freeway.

### Bolig.dk/Lejebolig.dk
Bolig.dk er en annonceside, der formidler boliger til salg og leje i Danmark. Målt på antal boligemner er boligportalen Danmarks største.
Hjemmesiden ejes af Bolig.dk ApS, der ejer og driver en række tilsvarende portaler i Danmark og Sverige. Virksomheden ejes af Freeway Holding og selskabets stifter Michael Eggert (født 12. juli 1975).

### Dating.dk
Dating.dk er en datingside, der blev grundlagt i 1998. Det er Danmarks ældste og største datingside.

### RoomService.dk
Roomservice.dk er en takeaway service, som leverer takeaway fra gourmetrestauranter i København. Roomservice blev grundlagt i 2009, og selskabet har mere end 70 samarbejdsrestauranter. I 2017 havde selskabet havde 8 fuldtidsansatte.
Room Service blev i sommeren 2017 købt af Freeway Holding, som opkøbte Cofocos ejerskab i Room Service

## Tidligere selskaber

### Arto
Arto eksisterede 1998-2016 - side med brugerprofiler, hvor man kunne skrive til hinanden. Siden havde op mod 800.000 brugere på sit højdepunkt, men blev udkonkurreret af Facebook.

#### Vix
Vix var et websted, der startede i 2006, og som var ejet af Arto. Formålet var at tilbyde en platform til at lægge videoklip og billeder ind af det, som brugerne havde interesse i, f.eks. hobbyer og aktuelle nyheder.  Andre brugere kunne kommentere.

### dkbn
dkbn forkortelse for Danmark By Night var en dansk online-community med billeder fra diskoteker og barer i Danmark, der eksisterede fra 2004-2013.  Siden blev grundlagt af Jesper Rydahl og blev sidenhen drevet af Freeway, som ejede 50%. Glows var en lignende community, der fusionerede med dkbn i 2008.
dkbn havde på sit højdepunkt omkring 7,8 millioner billeder og ca. 700.000 profiler, hvoraf ca. 200.000 var aktive brugere (FDIM, april 2008).
I kølvandet på finanskrisen og Facebooks stigende popularitet faldt antallet af sidevisninger dog efterhånden drastisk hvilket ødelagde økonomien for siden, der var finansieret af reklamer, og i efteråret 2013 lukkede dkbn.

### Karel van Mander
Karel van Mander var en natklub beliggende Lille Kongensgade 16 i Indre By i København, tæt ved Magasin du Nord. 
I 2008 skiftede natklubben navn fra Emma til Karel van Mander opkaldt efter barokmaleren Karel van Mander (1609-1670). Karel van Mander var en af datidens førende kunstnere ved hoffet og brugte lokalerne i Lille Kongensgade til at male portrætter af blandt andre Christian 4. og Leonora Christina.
Når kunstneren ikke var på en af sine mange studieture til Nederlandene, Frankrig og Italien, blev Karel van Manders Gaard til Kongens Klub med adelige gæster til pompøse royale fester.
Karel van Mander lukkede den 15. september 2012.

### Trendsales
Trendsales er en side der formidler køb af nyt og brugt tøj. Den blev grundlag ti 2002, og Freeway havde50% ejerandel fra 2005-2010, hvorefter den blev solgt.

### Virtual Manager
Virtual Manager eller Vman, som det også kaldes, er et danskudviklet online-fodboldspil, hvor man som manager har muligheden for at styre en række aspekter omkring et fodboldhold. Dette inkluderer således bl.a. træning, taktik, køb/salg af spillere, drift af stadioner og valg af shorts/trøje-farver.
Gennem spillet optjener man virtuelle penge, kaldet credits, ved at spille kampe og handle med spillere. Pengene kan investeres i nye og bedre spillere, der så kan føre holdet til tops i ligaen.
Freeway havde 50 % ejerskab fra 2007-2019 og Freeay havde 50% ejerskab. 

## Hæder
Freeway og de forskellige tilknyttede virksomheder har modtaget en række priser og nomineringer, bl.a.:[kilde mangler]
- Gazelle Vinder 2005 (Freeway)
- New Media Days æresprisen 2007 (Freeway)
- Den Danske Designpris 2008/2009 (Trendsales)
- Ivækstpris Nominee 2011 (Roomservice.dk)
- Gazelle Bolig.dk ApS 2012
- Gazelle Bladkiosken ApS 2012 (Plusbog.dk)
- "Made in Viborg" for Dating.dk 2012[kilde mangler]
- 2. plads i e-handelsprisen 2015 "Bedste nye E-handelsvirksomhed" (Luxplus)
- 3. plads i e-handelsprisen 2016 "Bedste B2C virksomhed med omsætning 25-75 mio DKK" (Luxplus)
- Børsen Gazelle for Luxplus 2018